# Johann Heinrich August von Behr
Johann Heinrich August Behr, ab 1860 von Behr, (* 13. November 1793 in Freiberg; † 20. Februar 1871 in Dresden) war ein Politiker im Königreich Sachsen.

## Leben
Der dritte Sohn von Johann Bernhard Behr (1754–1827), Pfarrer an der Jakobikirche in Freiberg und in Schwarzenberg, war der jüngere Bruder von Hermann Behr. Nach dem Besuch des Freiberger Gymnasiums von 1804 bis 1811 studierte er von 1811 bis 1813 Theologie an der Universität Leipzig und schloss bis 1815 ein Studium der Rechtswissenschaften an. Dieses schloss er mit Promotion zum Dr. jur. ab. Nach einer ersten Tätigkeit als Amts-Vizeaktuar und Akzessist in Schwarzenberg trat Behr am 7. Dezember 1816 das Amt des Gerichtsdirektors der Herrschaft Purschenstein an, wo er auch als prädicierter Generalakzise-Inspektor tätig war. 1833 wurde er zum königlich sächsischen Hofrat ernannt und zum Amtmann von Dresden berufen.
Seit 1838 gehörte Behr auf Veranlassung von Heinrich Anton von Zeschau als Geheimer Finanzrat dem sächsischen Finanzministerium an und war als solches an der Erarbeitung der neuen Strafgerichtsordnung beteiligt. Am 1. April trat er, durch Albert Christian Weinlig veranlasst, mitten in der Revolution von 1848/49 als Geheimer Rat und Vorstand der 1. Abteilung in das Sächsische Innenministerium ein. Am 14. Mai 1849 übernahm Behr die Führung des Sächsischen Finanzministeriums, obwohl er nach dem Dresdner Maiaufstand zunächst gezögert hatte, dieses Amt zu übernehmen. Nach dem Tod von Ferdinand von Zschinsky wechselte er 1858 an die Spitze des Justizministeriums, dem er bis 1866 vorstand. Als Vertreter des Hochstifts Meißen, wo er Dompropst war, gehörte er 1866/67 der I. Kammer des Sächsischen Landtags an.
Behr gehörte die 1832 gebaute spätklassizistische Villa an der Wigardstraße in Dresden-Neustadt, genannt Behrsches Haus. Sie steht unter Denkmalschutz und wurde bis 2020 rekonstruiert. Es wird ein Architekturbüro einziehen.

## Ehrungen
1859 wurde ihm von der Universität Leipzig der Ehrendoktortitel verliehen. Von König Johann wurde er 1860 in den sächsischen Adelsstand erhoben.